# Krasnyj Jasył
Krasnyj Jasył (ros. Красный Ясыл) – wieś (ros. село, trb. sieło) w Rosji, w Kraju Permskim, w rejonie ordinskim, nad rzeką Jasyłką, dopływem Irienia. Liczy 867 mieszkańców. W przeszłości nosił nazwę Pokrowskoje. Obecna nazwa wywodzi się od rosyjskiego słowa „krasnyj” – „czerwony”, będącego symbolem komunistycznej przeszłości i turkijskiego słowa „jašïl” znaczącego dosłownie „zielony”.
Wieś znana jest ze swoich rzemieślników i zakładu obróbki kamienia, zajmujących się m.in. obróbką selenitu.
Selenit, znany też jako kamień księżycowy, to jeden z rzadszych minerałów, występujący na Uralu, w Afryce i Kanadzie. Charakteryzuje się dużą przezroczystością. Selenitowe wyroby z Krasnego Jasyłu znane są na całym świecie.

## Historia
Miejscowość powstała 1694 r. jako osada. Status wsi uzyskała na początku XVIII w. gdy wybudowano tu drewnianą cerkiew Pokrowską. W 1763 r. była wymieniona jako umocniona osada „Pokrowskij Ostrożek, Jasył Toż”. Kolejna nazwa to „Pokrowo–Jasylskoje”, która wywodziła się od cerkwi i od rzeczki. W szeregu dokumentów z XVIII w. wieś jest nazywana Asyłem, a rzeczka Asyłką, co świadczy o tym, że podstawą ich nazwy jest turkijskie imię własne Asył. Krasnym Jasyłem nazwali wieś biali w czasie wojny domowej za pomoc mieszkańców dla Armii Czerwonej.
W 1894 r. powstał warsztat wytwarzający wyroby z selenitu. W 1912 r. powstał artel kamieniarzy–chałupników,  przekształcony później w kamieniarski artel chałupniczo–przemysłowy. W 1928 r. zorganizowano Górno–Irieńskie stowarzyszenie kamieniarskie, a potem artel „Kamnieriez” (Kamieniarz)– Górno–Irieńska filia Uralskiego artelu przemysłowego. W 1929 r. powstał kołchoz im. Litwinowa, który po licznych przekształceniach od 1993 r. istniał pod nazwą AO „Motowilichinskije zawody”.

## Gospodarka
Obecnie we wsi istnieje filia Rolniczej Spółdzielni Produkcyjnej „Prawda”, której siedziba znajduje się w Ordzie, państwowe przedsiębiorstwo rejonowe OGUP „Kombinat „Uralskij kamnieriez””, urząd pocztowy.

## Ochrona zdrowia
Punkt felczersko-akuszerski.

## Kultura
Dom kultury, biblioteka.
Od 2013 r. w Krasnym Jasyle odbywa się corocznie „Festiwal Kamnieriezow” (Festiwal Kamieniarzy), na który przyjeżdżają artyści z całej Rosji i byłych republik radzieckich.

## Warte zobaczenia
- pomnik ofiar wojny domowej
- pomnik uczestników II wojny światowej
- budynek byłej kamiennej cerkwi Pokrowskiej wybudowanej w latach 1783–1785
- były dom duchownego z XIX wieku[2].